# Майер, Валерий Вильгельмович
Валерий Вильгельмович Майер (род. 20 июня 1947, СССР) — советский учёный-физик, доктор педагогических наук, профессор, Заслуженный деятель науки Удмуртской АССР, Почётный работник высшего профессионального образования Российской Федерации, известный в России специалист в области дидактики физики.

## Биография
Родился 20 июня 1947 года. Отец — историк Вильгельм (Василий) Майер.
В 1967 году окончил физико-математический факультет Удмуртского государственного педагогического института. Получив диплом, был направлен на кафедру высшей математики Ижевского механического института.
В 1968 году призван в ряды Советской армии. После службы с 1970 года работал в Глазовском государственном педагогическом институте имени В. Г. Короленко, где прошёл путь от ассистента до профессора и декана физического факультета.
В 1988 году ему присвоено звание доцента. В 1998 году защитил кандидатскую диссертацию. Через три года успешно защитил докторскую диссертацию на тему «Элементы учебной физики как основа организации процесса научного познания в современной системе физического образования». В 2002 году избран профессором.
Сфера научных интересов Майера лежат в области дидактики физики. Первая его статья, посвящённая этим вопросам, была опубликована в журнале «Физика в школе» в 1966 году. По этой теме не раз общался с такими крупными учёными, педагогами и методистами, как Б. С. Зворыкин, И. К. Кикоин, А. А. Пинский, А. А. Покровский, В. Г. Разумовский, А. В. Усова, В. А. Фабрикант, Т. Н. Шамало, Н. М. Шахмаев и др.
Написал около 400 научных статей и 6 книг по учебной физики. В них учёный опубликовал результаты своих исследований. Впервые обосновал необходимость эффективной организации процесса научного познания в современной системе естественнонаучного образования путем такого взаимодействия учителя и ученика. Описал многочисленные примеры итогов указанного взаимодействия во всех разделах учебной физики.
Руководил школьными физическими кружками, учительским и студенческим научными семинарами, студенческим конструкторским бюро, учебно-исследовательской лабораторией. Разработал оригинальную систему обучения на физическом факультете.
Был научным руководителем инновационного предприятия «Аргон», которое за несколько лет снабдило сотни школ и десятки высших учебных заведений России современным учебным физическим оборудованием и описаниями новых экспериментов.
Также работал главным редактором журнала «Учебная физика», был ответственным редактором сборников научных трудов «Проблемы учебного физического эксперимента». Входил в редакционные советы газеты «Физика» и журнала «Физика в школе». Стал инициатором проведения ежегодных всероссийских конференций «Учебный физический эксперимент: Актуальные проблемы. Современные решения».
Награждён почётной грамотой Министерства просвещения РСФСР, знаком «Отличник народного просвещения», почётной грамотой президиума Верховного Совета Удмуртской АССР, двумя бронзовыми, серебряной и золотой медалями ВДНХ СССР, знаком «Почетный работник высшего профессионального образования Российской Федерации», медалью К. Д. Ушинского.
За большой вклад в подготовку педагогических кадров Валерий Майер был удостоен почётного звания «Заслуженный деятель науки Удмуртской АССР». Лауреат Государственной премии Удмуртской Республики.